# Plain Dealing
Plain Dealing es un pueblo ubicado en la parroquia de Bossier en el estado estadounidense de Luisiana. En el Censo de 2010 tenía una población de 1015 habitantes y una densidad poblacional de 247,56 personas por km².

## Geografía
Plain Dealing se encuentra ubicado en las coordenadas 32°54′25″N 93°41′57″O / 32.90694, -93.69917. Según la Oficina del Censo de los Estados Unidos, Plain Dealing tiene una superficie total de 4.1 km², de la cual 4.09 km² corresponden a tierra firme y (0.25%) 0.01 km² es agua.

## Demografía
Según el censo de 2010, había 1015 personas residiendo en Plain Dealing. La densidad de población era de 247,56 hab./km². De los 1015 habitantes, Plain Dealing estaba compuesto por el 52.22% blancos, el 45.22% eran afroamericanos, el 0.2% eran amerindios, el 0% eran asiáticos, el 0% eran isleños del Pacífico, el 0.79% eran de otras razas y el 1.58% pertenecían a dos o más razas. Del total de la población el 0.79% eran hispanos o latinos de cualquier raza.